# 베이

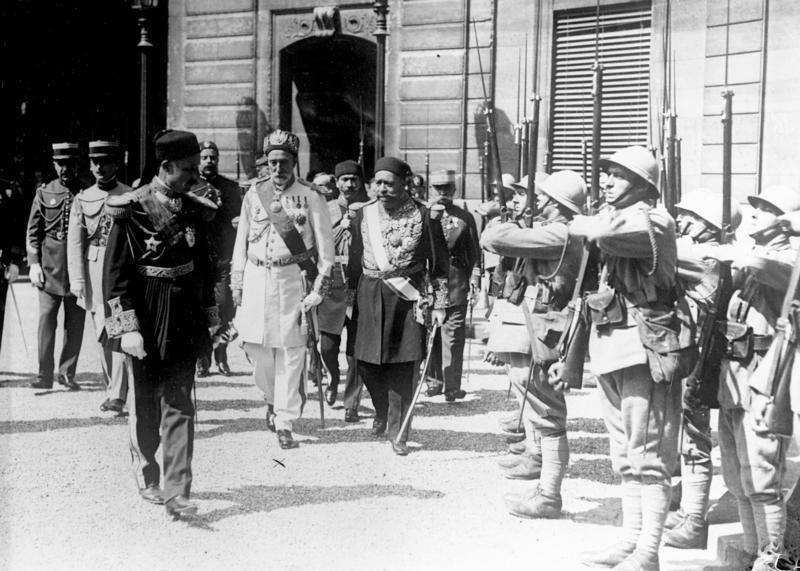

베이(오스만 튀르크어: بك) 또는 베그(페르시아어: بگ)는 튀르크계 이슬람 국가의 군사령관이나 제후, 지방 태수들이 사용한 칭호로, 대공에 대응되는 작위이다. 오스만 제국에서는 초기 군주 칭호로 사용되다가 오스만 제국의 군주 칭호가 술탄으로 바뀐 이후에는 군사령관이나 지방 태수들의 칭호로 사용되었으며, 오스만 제국이 튀르키예 공화국으로 개편된 이후 1930년대에 튀르키예 당국에 의해 1930년대에 이 명칭을 폐지했다.

## 같이 보기
- 아타베그
- 스컨데르베우